# Bisolita rubrifascia
Bisolita rubrifascia är en fjärilsart som beskrevs av George Francis Hampson 1910. Bisolita rubrifascia ingår i släktet Bisolita och familjen tandspinnare. Inga underarter finns listade i Catalogue of Life.